# Виталик Смирнский
Виталик — святой епископ Смирнский. День памяти — 9 января.
Святой Виталик (Vitalicus) был казнён в Смирне вместе со свв. Ревокатом и Фортунатом (Revocatus and Fortunatus). Св. Виталик был епископом Смирнским, его товарищи были диаконами.
В храме святителя Николая в Подкопаях имеется частичка мощей св.Виталика.